# Paradise in Flames
Paradise in Flames är det tyska heavy metal-bandet Axxis tionde studioalbum och det släpptes 2006.

## Låtlista
1. "Paradise in Flames (Intro)" - 1:15
2. "Dance with the Dead" - 4:40
3. "Tales of Glory Island" - 4:46
4. "Take My Hand" - 5:06
5. "Will God Remember Me?" - 4:45
6. "Talisman" - 4:25
7. "Don't Leave Me" - 3:33
8. "Lady Moon" - 4:32
9. "Icewind" - 4:12
10. "Stay by Me" - 4:01
11. "Gods of Rain" - 3:41
12. "Passion for Rock" - 4:15